# Филип Браут
Филип Браут (хорв. Filip Braut, нар. 5 червня 2002, Рієка) — хорватський футболіст, правий захисник «Рієки».

## Біографія
Народився в місті Рієка в Хорватії, вихованець клубу «Рієка». Дебютував за першу команду 25 травня 2019 року в матчі чемпіонату Хорватії проти «Славен Белупо» в останньому турі сезону 2018/19. Він вийшов у стартовому складі на позиції центрального захисника і допоміг команді зіграти 1:1. Завдяки цьому матчу він став наймолодшим гравцем в історії «Рієки», що зіграв за першу команду, у віці 16 років, 11 місяців і 20 днів.
26 лютого 2020 року Филип підписав свій перший професіональний контракт з клубом. 1 серпня 2020 року Браут зіграв у фіналі кубка Хорватії проти столичної «Локомотиви», де його команда виграла 1:0 і таким чином Филип здобув свій перший трофей у кар'єрі.

## Титули і досягнення
- Володар Кубка Хорватії (2):

«Рієка»: 2019–20